# Andrew Murray (Militär, † 1338)

Familienwappen des Sir Andrew Murray of Bothwell

Sir Andrew Murray of Bothwell (auch Andrew Moray, * 1298; † 1338 in Avoch Castle) war ein schottischer Militärführer im Schottischen Unabhängigkeitskrieg und Guardian of Scotland.

## Leben
Andrew Murrays Vater war Andrew de Moray, der zusammen mit William Wallace die schottischen Truppen in der Schlacht von Stirling Bridge im Ersten Schottischen Unabhängigkeitskrieg geführt hatte. Sein Vater starb wenige Monate vor seiner Geburt an den Verwundungen, die er sich in der Schlacht zugezogen hatte.
Nachdem es im Jahre 1332 erneut zum Ausbruch von Feindseligkeiten zwischen England und Schottland gekommen war, wurde Andrew Murray schnell zu einem der prominentesten Führer der schottischen Loyalisten. Von 1332 bis zu seiner Gefangennahme durch die Engländer im folgenden Jahr hatte er das Amt des Guardian of Scotland inne. Bereits Ende 1334 oder im Frühjahr 1335 wurde er wieder freigelassen. Vermutlich hofften Edward III. und Edward Balliol zu diesem Zeitpunkt, eine Verhandlungslösung mit dem schottischen Adel erreichen und Andrew Murray als Vermittler nutzen zu können. Tatsächlich führte Murray – erneut in das Amt des Guardian of Scotland berufen – im Namen der verbliebenen schottischen Loyalisten Friedensgespräche mit Edward III. Eine ernste Absicht, zu einer Einigung mit dem englischen König zu gelangen, scheint es aber nicht gegeben zu haben. Vielmehr konnten sich die Loyalisten so Zeit erkaufen, um gegen ihre innerschottischen Gegner vorzugehen.
Noch 1335 schlug Andrew Murray David (III) Strathbogie, einen der wichtigsten schottischen Unterstützer von Balliol, in der Schlacht von Culblean vernichtend. In den folgenden Jahren führte Murray einen Guerillakrieg gegen die Engländer. Er wich jeder offenen Feldschlacht aus und überfiel die englischen Garnisonen in Südschottland. Bis 1338 verloren diese so nach und nach fast alle ihre Stützpunkte dort. Nach dem Ausbruch des Hundertjährigen Kriegs zwischen England und Frankreich, sah Edward III. sich gezwungen, seine Truppen bis auf weiteres fast vollständig aus Schottland zurückzuziehen. Im gleichen Jahr starb Andrew Murray in Avoch Castle überraschend an einer Krankheit. Seine sterblichen Überreste wurden in der Abtei Dunfermline beigesetzt.
Murray hatte Christian Bruce, eine der Schwestern von Robert I. geheiratet. Sie war einige Jahre älter als er. Mit ihm hatte sie mindestens zwei Kinder:
- Sir John Moray, Laird of Bothwell († 1352)
- Sir Thomas Moray, Laird of Bothwell († 1361)